# Desoxyribonuklease
Eine Desoxyribonuklease ist ein Enzym, das die Hydrolyse von Desoxyribonukleinsäure-Molekülketten (DNA) in kürzere Molekülketten oder die Einzelbausteine katalysiert. Desoxyribonukleasen sind daher Nukleasen.

## Synonyme/Bedeutungen
- Synonyme: DNase /ˌdeːɛnˈˀaːzə/, veraltet DNAse
- Im erweiterten Sinne sind alle nukleolytischen Enzyme (d. h. alle Nukleasen), die DNA zerkleinern, DNasen.
- Im engeren Sinne sind mit DNasen die Nukleasen gemeint, die die Bezeichnung „DNase“ im Namen tragen.

## DNasen im engeren Sinne

### DNase I (neutrale DNase)
- Lokalisation: Pankreas und Leber, Thrombozyten und Blutplasma, intrazellulär wahrscheinlich vor allem in Nukleus und Mitochondrien
- Funktion: Enzymatische Spaltung zwischen der 5'-Phosphatgruppe und der 3'-Hydroxygruppe zweier Nukleotide: Bildung von Nukleosid-5'-Phosphaten
- Anmerkung: Der DNase I wird eine Rolle bei der Fragmentierung von zelleigener DNA im Rahmen der Apoptose zugeschrieben.
- Anmerkung: DNase I bindet das Zytoskelett-Protein Aktin mit sehr hoher Affinität. Die Funktion dieser Interaktion ist umstritten; aber da aktingebundene DNase I enzymatisch inaktiv ist, könnte der DNase I-Aktinkomplex die Lagerungsform der DNase I in der Zelle sein, die keinen Schaden am Erbgut anrichten kann.

### DNase II (saure DNase)
- Lokalisation: Pankreas, Körperflüssigkeiten (Blutplasma, Harn, Muttermilch etc.), intrazellulär vor allem in Lysosomen und Nukleus
- Funktion: Enzymatische Spaltung zwischen der 5'-Phosphatgruppe und der 3'-Hydroxygruppe eines Nukleotids: Bildung von Nukleosid-3'-Phosphaten

## Verwendung als Arzneistoff
Rekombinante humane DNase I (Abk. rhDNase I, Freiname Dornase alpha, ATC-Code R05BC013) wird unter dem Handelsnamen Pulmozyme® als inhalativer Arzneistoff zur Auflösung der im Schleim von Mukoviszidose-Patienten vorhandenen DNA-Filamente verwendet. Dadurch wird die Spinnbarkeit des Schleims herabgesetzt und die mukoziliäre Clearance verbessert.